# Friedrich Anderhuber
Friedrich Anderhuber (* 8. Februar 1950 in Langenwang, Steiermark; † 28. April 2018) war ein österreichischer Anatom und langjähriger Vorstand des Instituts für makroskopische und klinische Anatomie an der Medizinische Universität Graz.

## Leben
Anderhuber begann seine akademische Karriere 1971 als wissenschaftliche Hilfskraft am Institut für Anatomie der Karl-Franzens-Universität Graz unter Walter Thiel. 1976 promovierte er zum Doktor der gesamten Heilkunde. Ab diesem Zeitpunkt war er bis 1986 als Assistenzarzt am Anatomischen Institut bei Walter Thiel tätig. Anderhuber belegte zwar die Gegenfächer für Gynäkologie und Innere Medizin im Rahmen der Ausbildung, die Bindung zur Anatomie blieb jedoch ein Leben lang aufrecht.
Zwei Jahre später, 1986, habilitierte er sich für das Fach Anatomie über dem Thema: Die Sinus-Parenchym-Grenze der menschlichen Niere als Entstehungsort intracanaliculärer und extravasaler Flüssigkeitsausbreitungen. 1991 erhielt Anderhuber den österreichischen Berufstitel eines außerordentlichen Universitätsprofessors verliehen, bevor er 1992 zum Ordinarius für Anatomie am Institut für Anatomie der Universität Graz berufen wurde. Die Funktion des Institutsvorstandes übte er bis zu seinem Tod kurz vor seiner Emeritierung aus. Die Medizinische Universität Graz, die aus der Medizinischen Fakultät der Universität Graz 2004 hervorging, würdigte seine Verdienste um die Wissenschaft mit der Verleihung des Auenbrugger-Ehrenkreuzes. Anderhuber wurde mehrfach als "Lehrender des Jahres" ausgezeichnet.
Anderhuber betätigte sich auch als Thanatologe. Unter seiner Leitung wurden Ausbildungskurse zur Erlangung der Berufsberechtigung und Ausübung der Thanatopraxie im Auftrag der Bestatterakademie Wien abgehalten. Anderhuber war auch außerhalb Österreichs als Thanatologe tätig.
In seinen letzten Lebensjahren wandte sich Anderhuber u. a. zusammen mit seiner Lebensgefährtin und unter ihm habilitierten Oberärztin am Anatomischen Institut, Ulrike Pilsl, der angewandten Anatomie in der Ästhetischen Medizin zu.
1997 erhielt er das Große Ehrenzeichen des Landes Steiermark. Die Ovidius-Universität Constanța verlieh ihm 2008 die Ehrendoktorwürde. Er wurde in Langenwang bestattet.
Anderhuber war verheiratet, aus der Ehe gingen 3 Kinder hervor. Seine Tochter Astrid ist Pädagogin, seine Tochter Katharina Radioonkologin und Landesschulärztin im Bundesland Salzburg. Sein Bruder Wolfgang Anderhuber war in Graz habilitierter Primar der HNO-Abteilung in Leoben.